# Buon Gesù
Buon Gesù (Bon Gesú, AFI: [ˈboŋ dʒeˈzy], in dialetto bustocco, o Cassina Cagnoeula, AFI: [kaˈsiːna kaˈɲøːla], in dialetto legnanese) è una frazione di Olgiate Olona e in parte di Castellanza.
Si trova sulla Strada statale 33 del Sempione e l'abitato sconfina anche nei comuni di Castellanza e Busto Arsizio. Intorno al XVII secolo (quando gli abitanti raggiungevano appena il centinaio) il suo nome era "Cascina Selva Longa", nel XIX secolo era nota come "Cascina delle Corde", poi "Cascina Cagnola" ("Cassina Cagnoeula"). Il toponimo Buon Gesù deriva dal nome con cui veniva affettuosamente chiamato il crocifisso contenuto nell'antica chiesetta e che oggi si trova nella chiesa di San Giuseppe in Buon Gesù, costruita negli anni 1940.
Fino al 1966 il Buon Gesù era attraversato dalla Tranvia Milano-Gallarate.

## Storia

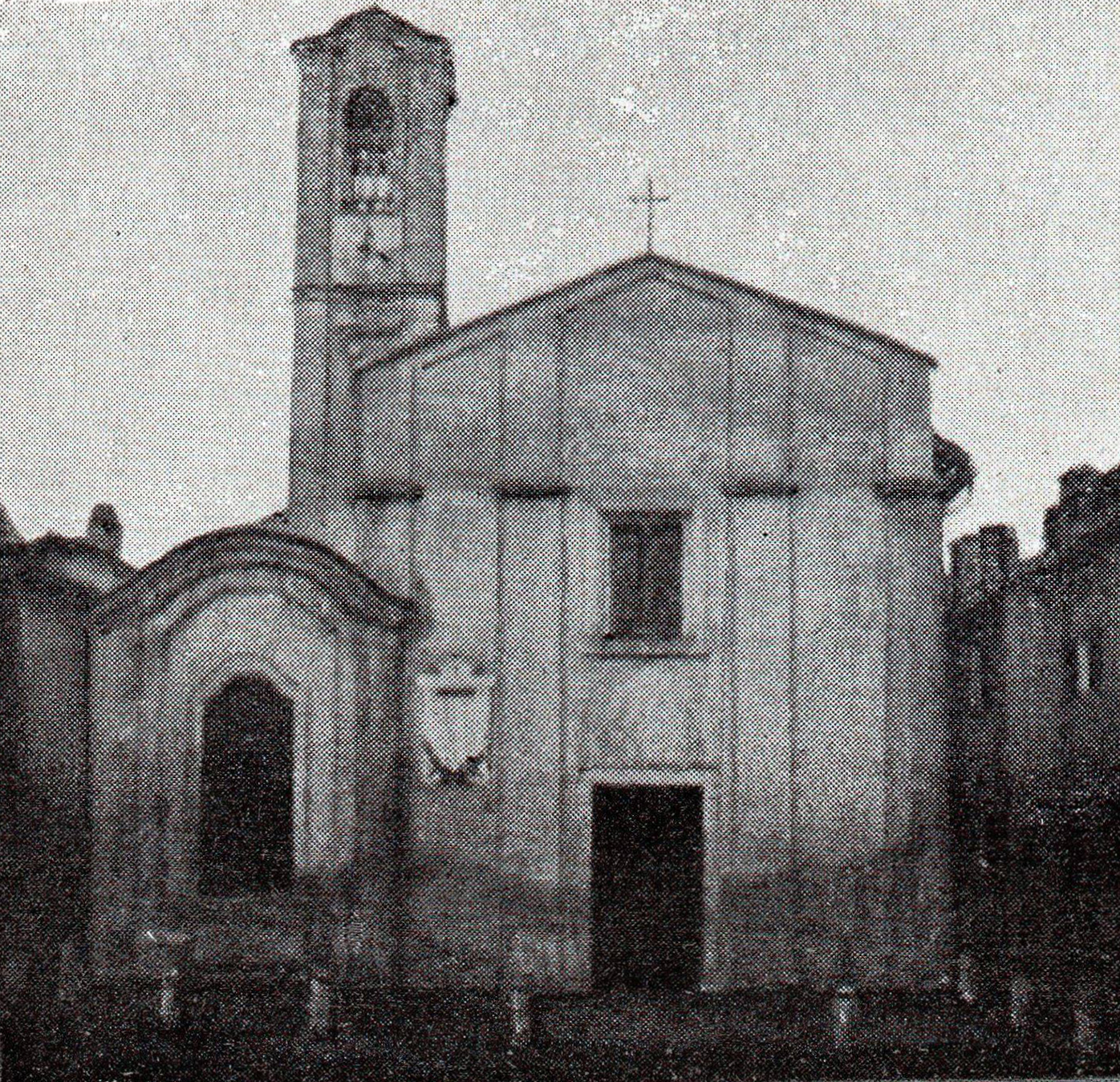
L'antico oratorio di San Giuseppe prima della demolizione.

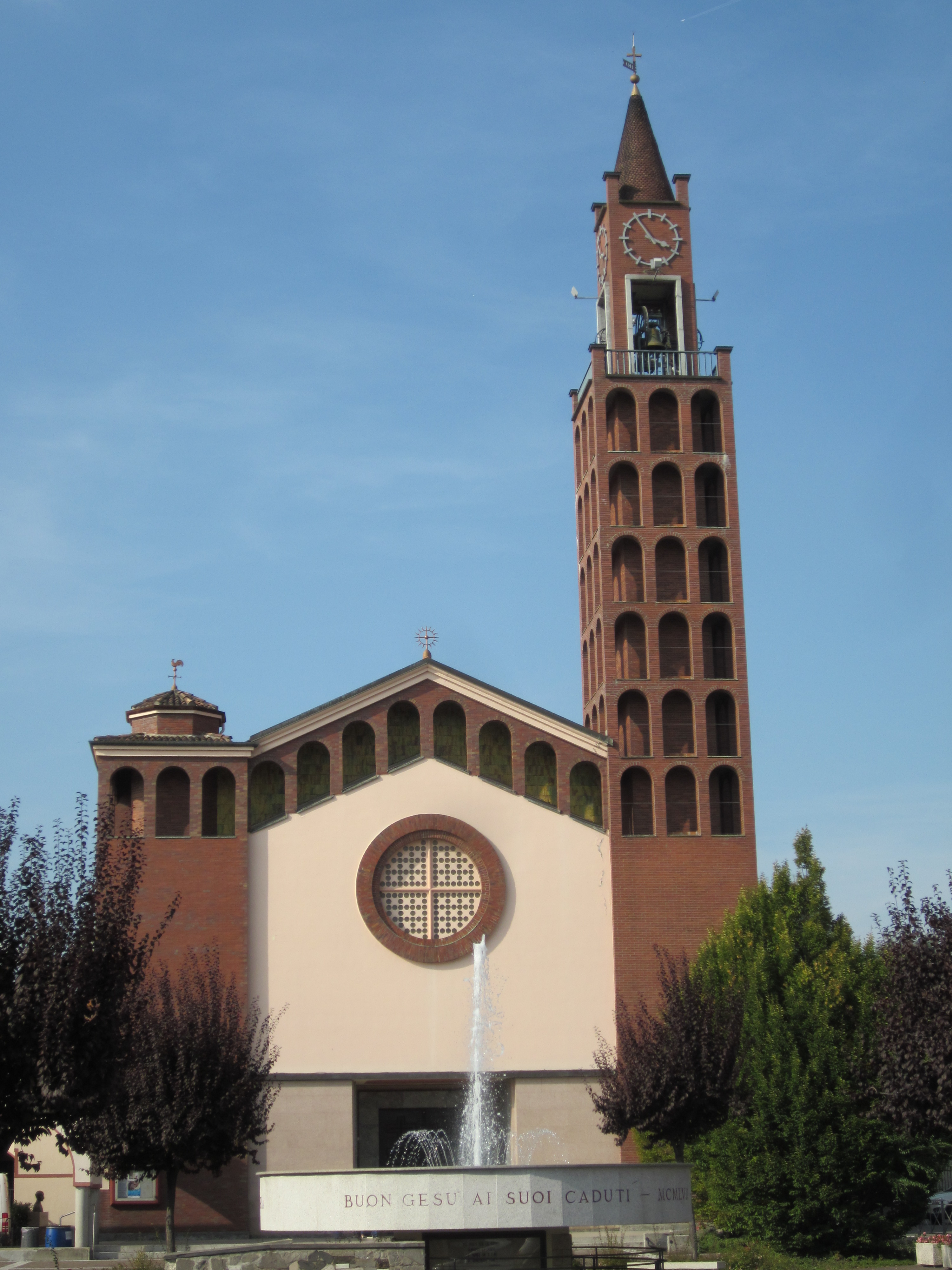
La chiesa di San Giuseppe in Buon Gesù

La parrocchia è intitolata a San Giuseppe.
La costruzione dell'oratorio di S. Giuseppe, ebbe inizio il 2 luglio 1708 con licenza del cardinale Giuseppe Archinto, arcivescovo di Milano. Il primo parroco di tale oratorio fu don Giuseppe Antonio Bellotti.
All'abbellimento dell'oratorio lavorò don Biagio Bellotti (Busto Arsizio, 26 febbraio 1714 - 5 agosto 1789), pittore, architetto, musicista e poeta.
Come risulta da una "notificazione" del 24 settembre 1796, l'oratorio era discretamente dotato di arredi sacri ed era in possesso di due calici, un reliquiario, un ostensorio e una pisside d'argento. Invece all'esterno della chiesetta non vi era nulla di notevole: solo un piccolo campanile con due campanelle e un orologio.
Agli inizi del XX secolo, quando la "Cascina Selva Longa" contava 900 abitanti, l'area intorno alla parrocchia era molto mutata: al posto dei boschi erano nate nuove abitazioni, mentre i campi erano stati quasi completamente abbandonati dai contadini, i quali trovarono lavoro presso le manifatture di Busto Arsizio e Castellanza. Fu dal Novecento che le corriere e le diligenze postali smisero di far sosta nella frazione, in quello che una volta era un caseggiato chiamato "palazzo dei Maghi", demolito nel settembre del 2009.
Il 28 giugno 1931 iniziò il suo lavoro pastorale nella parrocchia di S. Giuseppe don Giovanni Greco. Nello stesso anno iniziò la costruzione dell'Asilo d'Infanzia Santa Teresa. Nel mese di ottobre, il campanile vide l'arrivo di una terza campana, mentre il 29 novembre 1931 venne benedetto il nuovo altare del Crocifisso nella restaurata cappella.
Il 25 dicembre 1937, venne inaugurata la casa parrocchiale adiacente alla chiesa, insieme al nuovo salone-oratorio destinato a funzionare da chiesa fino alla realizzazione del nuovo tempio. Il 21 settembre di quell'anno, don Greco venne nominato Delegato Arcivescovile del Buon Gesù.
La costruzione della nuova chiesa, iniziò nell'agosto del 1944, in piena guerra mondiale e la prima pietra fu benedetta da monsignor Giovanni Galimberti. I soldi per la realizzazione della nuova chiesa, furono trovati grazie a don Greco, il quale fondò un'associazione benefica, la Labor i cui proventi dovevano servire ad affrontare le spese di costruzione. Il progetto fu realizzato dall'architetto Luigi Crespi di Busto Arsizio.
Il 23 giugno 1950, il cardinale Alfredo Ildefonso Schuster consacrò la nuova chiesa in stile romanico moderno, capace di un migliaio di persone.
All'interno dell'edificio, ancor oggi sorge un'epigrafe dettata dall'arcivescovo:
PAROECIALE HOC TEMPLUM S. JOSEPH DICATUM

HILDEPH. CARD. ARCHIEPISC.

IX KEL. IUL. MCML

IOAN. GRECO CURIONIS ANN. SACERDOTII XXV

CONSECRAVIT»
L'antica chiesetta venne abbattuta e l'altare del Crocifisso, in muratura, venne abbattuto. L'altare maggiore, ideato da Biagio Bellotti venne spostato nella cappella della Madonna nella nuova chiesa. Solo il campanile, a causa di una mancanza di fondi, rimasi completato per metà. Ormai il Buon Gesù non era più una cascina.
Il 20 ottobre 1957, il monsignor Giovanni Galimberti benedisse il nuovo campanile, realizzato grazie al commendator Annibale Tosi, uno degli amici della Labor. In ricordo del gesto di quest'uomo, sulla parete interna della facciata della chiesa, venne murata una lapide, ancora oggi visibile, con questa epigrafe:
HANNIBALIS TOSI

QUI SUIS SUMPTIBUS SACRAM TURRIM

PERFECIT SPLENDIDAQUE VESTE DECORAVIT

HANC LAPIDEM PAROCHUS JOANNES GRECO

POPULUSQUE GRATO ANIMO POSUERUNT

ANNO DOMINI MCMLVIIA»
(Lapide all'interno della chiesa di San Giuseppe in Buon Gesù.)

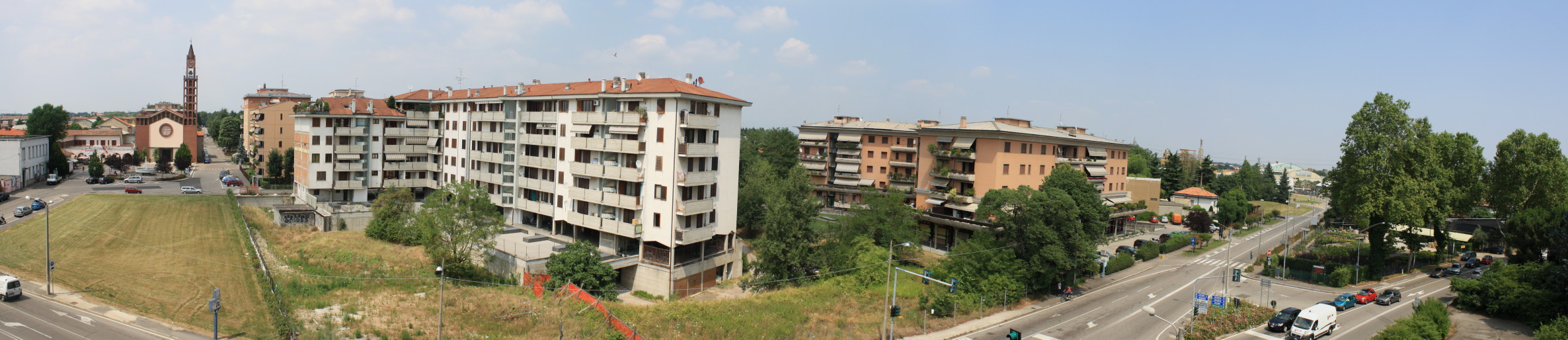
Vista panoramica del Buon Gesù.

Nel maggio del 1954 l'altare barocco di Biagio Bellotti venne abbellito con un affresco (rappresentante una Madonna circondata da Santi e Sante) del pittore Turri di Legnano. Lo stesso pittore venne incaricato di decorare tutta la chiesa.

### Curiosità
Il 16 luglio 2005, in occasione della conclusione dei lavori di restauro del campanile, l'allora parroco del Buon Gesù, don Paolo Vesentini, si fece calare dalla cima del campanile fino al sagrato della chiesa.

## Monumenti e luoghi d'interesse

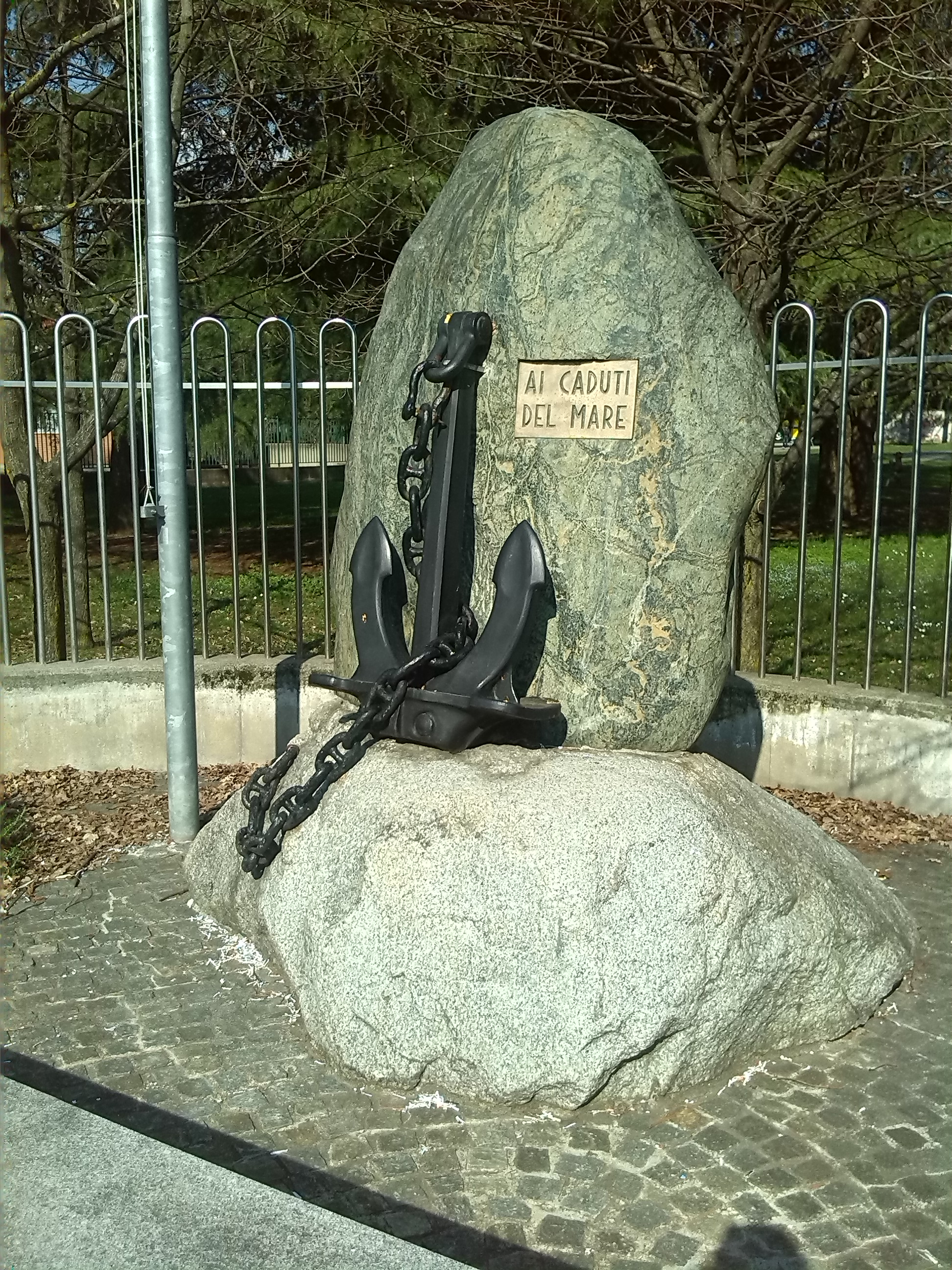
Il monumento ai Caduti del mare presso il parco Giosuè Carducci

### Piazza Volontari della Libertà
Antistante la chiesa di S. Giuseppe in Buon Gesù, sorge la Piazza Volontari della Libertà.
Il 20 ottobre 1957, insieme al campanile della chiesa, venne inaugurato il monumento-fontana dedicato ai Caduti, su progetto dell'architetto Bruno Mazzoni di Busto Arsizio. Questo monumento ricorda undici caduti della prima guerra mondiale e dieci caduti della seconda guerra mondiale. Le pietre murate in un parapetto, provenienti dal Grappa, dal Carso, dal Pasubio, dal Piave, dal Fronte occidentale, dall'Amba Alagi, da El Alamein, dalla Grecia e dalla Russia, richiamano alla memoria il luogo del loro sacrificio.
Attorno al corpo centrale della fontana, appare questa scritta:
La fontana è stata ristrutturata nell'estate del 2008 e i lavori sono terminati nel settembre dello stesso anno.
Il 23 ottobre 1977, invece, venne eretto un cippo, sul lato destro della chiesa: due blocchi di pietra con un'ancora e una targa in bronzo recante la scritta: "AI CADUTI DEL MARE", cippo realizzato dall'Associazione Marinai d'Italia, Gruppo "Mario Farina" di Castellanza e Valle Olona. Il monumento, oggi spostato di un centinaio di metri presso il parco Carducci, vuol ricordare tutte le vittime dell'irruenza delle acque marine, lacustri e fluviali.

## Infrastrutture e trasporti
Posta lungo la strada statale 33 del Sempione, Buon Gesù è collegata alle località limitrofe tramite autocorse svolte dalla STIE.
Fra il 1880 e il 1966 la località era servita dalla tranvia Milano-Gallarate, gestita dalla stessa STIE.